# ویک کیبل
ویک کیبل (انگلیسی: Vic Keeble; ۲۵ ژوئن ۱۹۳۰ – ۲۹ ژانویهٔ ۲۰۱۸) بازیکن فوتبال اهل بریتانیا بود.
از باشگاه‌هایی که در آن بازی کرده‌است می‌توان به باشگاه فوتبال کولچستر یونایتد، باشگاه فوتبال وستهام یونایتد، و باشگاه فوتبال نیوکاسل یونایتد اشاره کرد.